# Heimliche Rechenschaft
Die Heimliche Rechenschaft (Originaltitel Hemelik rekenscop) war ein zwischen 1401 und 1406 erstellter Rechenschaftsbericht über die Verwaltung der Stadt Braunschweig und die erfolgte Umstrukturierung des Rates, der vermutlich von dem damaligen Großen Bürgermeister Herman von Vechelde angefertigt wurde.

## Hintergrund
Die Heimliche Rechenschaft entstand in der Folge der Großen Schicht Nachdem es dem Rat der Stadt in den ersten Jahren des 15. Jahrhunderts endlich gelungen war die finanzielle Notlage der Stadt, die als Ursache für den Aufruhr im Jahr 1374 galt, und auch die Verwaltung neu organisiert hatte, kamen um 1401 einige der älteren Männer des neuen Rates und der Ratsgeschworenen zusammen, um die Ereignisse nach ihren eigenen Erinnerungen und Aufzeichnungen darzulegen und zu überliefern. Dabei wurde auf den alten, durch den Aufstand vertriebenen, Rat eingegangen und Warnungen an die nachfolgenden Geschlechter erarbeitet, um ihnen zu verdeutlichen, welche Mühen, Opfer und Reformen notwendig wurden, um die Stadt aus ihrer finanziellen Not und Verschuldung nach 1374 wieder herauszuführen. Die so entstandene Hemelik rekenscop wurde im Jahr 1406 vollendet (einige Nachträge wurden später auf extra dafür frei gelassenen Seiten ergänzt). Diese Schrift sollte anschließend in dreijährigem Rhythmus bei der Erneuerung des „dreifältigen Rates“ vorgelesen werden. Das Original der Heimlichen Rechenschaft ging verloren. Es existierten drei vom Rat der Stadt in Auftrag gegebene Abschriften, die 1406 angefertigt wurden. Von diesen blieb nur ein Exemplar erhalten, das Ludwig Hänselmann wie folgt beschrieben hat:

„Sein Holzband ist mit rothem Leder überzogen, mit aufgepreßten Rauten und Blattrosetten verziert und auf jeder Seite mit fünf in der Mitte und an den Ecken vertheilten Messingbuckeln geschützt. Zwei Riemen, am rückseitigen Deckel festgenietet und auf zwei in den Vorderdeckel eingelassene Stifte herübergreifend, schließen ihn; vorn am obern Rand ist unter einem Hornblatte und messingenen Randleisten ein Pergamentschild mit der Aufschrift ‚Hemelik rekenscop‘ aufgenagelt“

Der Name wurde vermutlich gewählt, da der Inhalt des Buches nur einem bestimmten Personenkreis von auserwählten Ratsmitgliedern (hier insbesondere dem Küchenrat) vorbehalten war.

## Inhalt
In insgesamt vier Büchern wurden die Ursachen dargelegt, die zum Unglück und der Verschuldung der Stadt geführt hatten. Es wird von der Großen Schicht 1374 berichtet und über die bedrückenden Maßnahmen und Schäden, die diese zur Folge hatte. Ferner wird erläutert welche Mittel aufgewendet werden mussten, um die enorme Schuldenlast der Stadt zu bewältigen und darüber, was letztlich zum erfolgreichen Gelingen bis hin zum Jahr 1406 führte. Ausführlich werden die Unterschiede der damaligen Schuldenlast zu den Verhältnissen vor der Schicht geschildert. Zudem werden die Besitzungen der Stadt und die noch vorhandenen Mittel zur Befriedigung der noch übrigen Gläubiger aufgelistet. In einem Anhang wird über den Erwerb der städtischen Mühlen und die Ablösung der davon zu entrichten Zinse berichtet. Ein Buch ähnlichem Inhalts ist das Gedenkbuch des Stadtschreibers Hans Porner, das 1417 begonnen wurde.

## Ausgaben
- Ludwig Hänselmann, Karl Christian Schiller: Heimliche Rechenschaft. In: Die Chroniken der niedersächsischen Städte (= Chroniken der deutschen Städte vom 14. bis ins 16. Jahrhundert. Band 6). Band 1: Die Chroniken der Stadt Braunschweig. S. Hirzel, Leipzig 1868, S. 121–207, doi:10.24355/dbbs.084-201103091259-1 (leopard.tu-braunschweig.de – Mit einleitendem Vorwort).